# Crots
Crots ist eine französische Gemeinde im Département Hautes-Alpes in der Region Provence-Alpes-Côte d’Azur. Sie gehört zum Arrondissement Gap und zum Kanton Embrun. 

## Geografie
Crots liegt in den französischen Seealpen.
Die angrenzenden Gemeinden sind:
- Puy-Sanières im Norden,
- Embrun im Nordosten,
- Baratier im Osten,
- Les Orres im Südosten,
- Méolans-Revel und Le Lauzet-Ubaye im Süden,
- Pontis im Südwesten,
- Savines-le-Lac im Westen.

Das Dorfzentrum liegt auf 790 m. 

### Erhebungen
- Grand Morgon, 2326 m
- Grand Bérard, 3042 m
- Mont Pouzenc, 2898 m

## Bevölkerungsentwicklung
| Jahr      | 1962 | 1968 | 1975 | 1982 | 1990 | 1999 | 2008 | 2016 |
| --------- | ---- | ---- | ---- | ---- | ---- | ---- | ---- | ---- |
| Einwohner | 478  | 463  | 469  | 563  | 670  | 744  | 928  | 1052 |

## Sehenswürdigkeiten
Siehe auch: Liste der Monuments historiques in Crots
- Abtei Notre-Dame de Boscodon, Monument historique
- Château de Picomtal, Monument historique
- Kirche Saint-Laurent, Monument historique

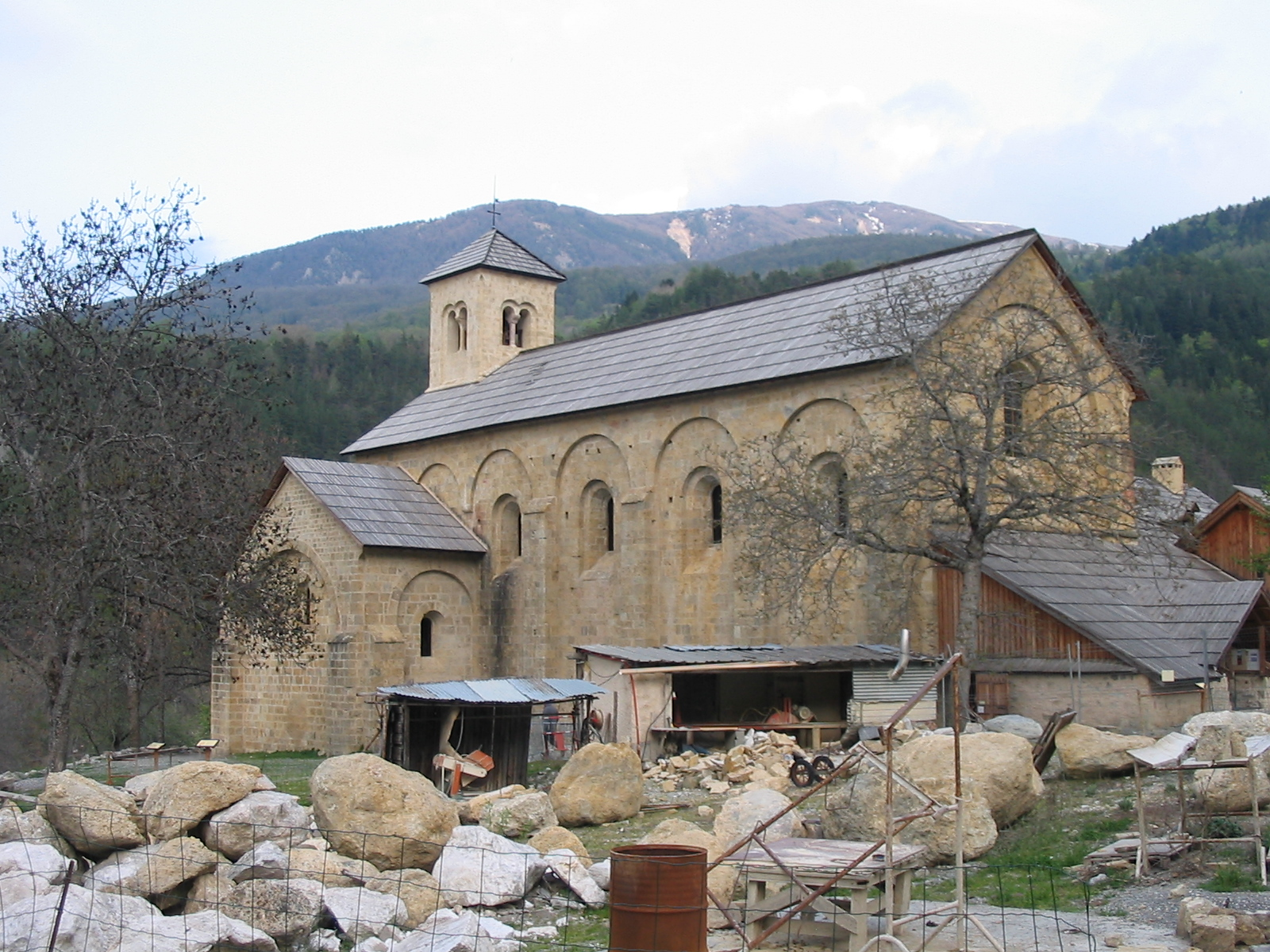
Abtei Notre-Dame de Boscodon
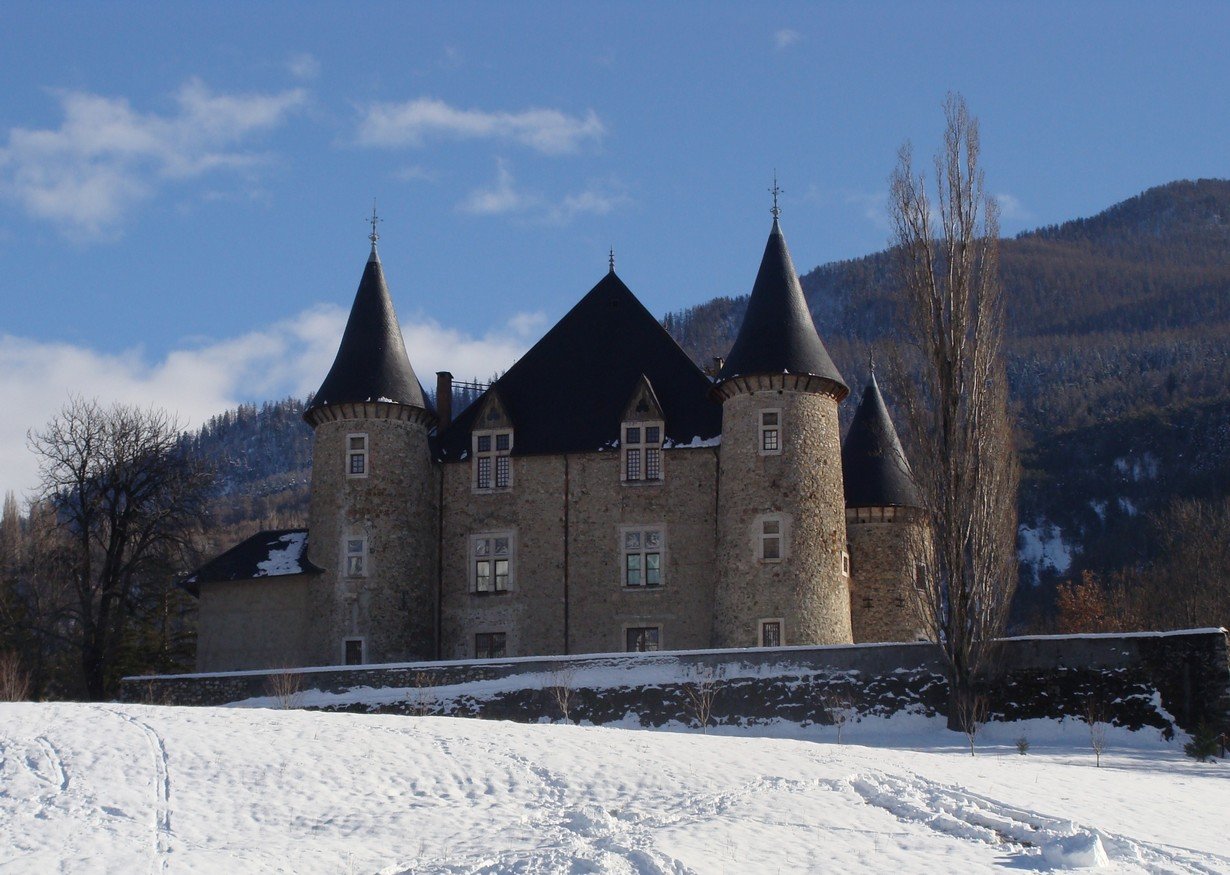
Château de Picomtal
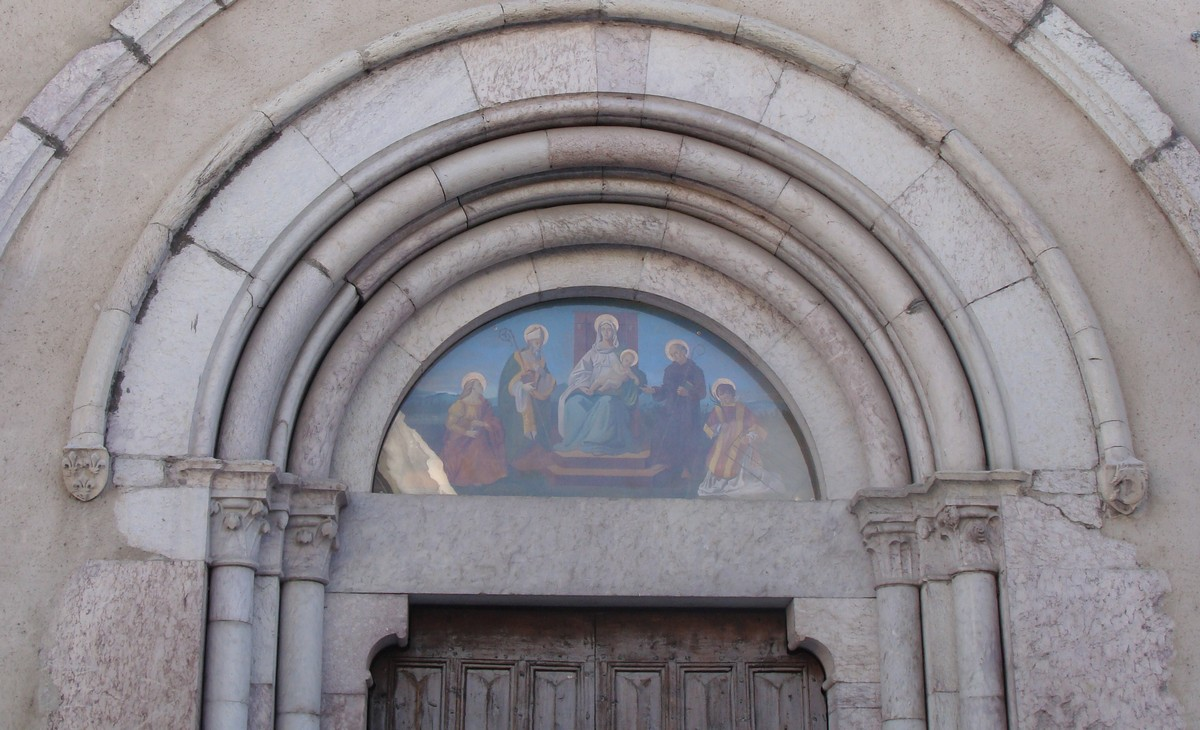
Kirche Saint-Laurent